# Jacob Walter
Jacob Walter (* 31. Mai 1855 in Lengfeld im Landkreis Darmstadt-Dieburg; † 16. Juni 1922 in Darmstadt) war ein deutscher Landwirt, Interessenvertreter und Mitglied der Ersten Kammer der Landstände des Großherzogtums Hessen.

## Leben
Jacob Walter wurde als Sohn des Gutsbesitzers Jacob Walter und dessen Ehefrau Anna Margaretha Hoock geboren.
Nach dem Realschulabschluss in Darmstadt absolvierte er eine landwirtschaftliche Ausbildung auf dem väterlichen Gutsbetrieb, betätigte sich verbandspolitisch und wurde Mitbegründer der Spar- und Darlehnskasse Lengfeld.
1913 erhielt er ein Mandat als Vertreter der Landwirtschaft in der Ersten Kammer der Landstände des Großherzogtums Hessen in Darmstadt. Er blieb nach seiner Wiederwahl bis 1918 in dem Parlament.

### Öffentliche Ämter
- Direktor des „Landwirtschaftlichen Konsumvereins“
- ab 1886 Ausschussmitglied des „Landwirtschaftlichen Vereins für die Provinz Starkenburg“
- stellvertretender Vorsitzender des „Landwirtschaftlichen Bezirksvereins für den Kreis Dieburg“
- ab 1888 Mitglied des Verwaltungsausschusses des „Verbandes der hessischen landwirtschaftlichen Genossenschaften“
- 1890 stellvertretender Vorsitzender des Aufsichtsrats der „Centralgenossenschaft der hessischen Landwirtschaftlichen Consumvereine e.G.m.b.H.“
- ab 1895 Mitglied des „Hessischen Landwirtschaftsrats“
- ab  1900 Direktor des „Landwirtschaftlichen Vereins für die Provinz Starkenburg“ und Mitglied des „Deutschen Landwirtschaftsrats“
- Mitglied der „Landwirtschaftskammer für das Großherzogtum Hessen“, ab 1913 als Nachfolger von Wilhelm Hass deren Vorsitzender
- ab 1913 Präsident des „Verbandes der hessischen landwirtschaftlichen Genossenschaften“

### Ehrungen
- 1902 Ökonomierat
- 1917 Geheimer Ökonomierat